# Біатлон на зимових Олімпійських іграх 2014 — естафета (змішана)
Змішана естафета 2×6 км у жінок + 2×7,5 км у чоловіків у біатлоні на зимових Олімпійських іграх 2014 відбулась 19 лютого. У змаганнях взяли участь 16 збірних. Місцем проведення гонки став лижно-біатлонний комплекс Лаура. Змагання почалися о 18:30 за місцевим часом (UTC+4). Змішана естафета стала однією з восьми дисциплін, які дебютували у програмі зимових Олімпійських ігор. Перемогу у гонці здобула збірна Норвегії.

## Медалісти
| Золото                                                                             | Срібло                                                                          | Бронза                                                                 |
| Норвегія: Тура Бергер · Тіріл Екгофф · Уле-Ейнар Б'єрндален · Еміль Хегле Свендсен | Чехія: Вероніка Віткова · Габріела Соукалова · Ярослав Соукуп · Ондрей Моравець | Італія: Доротея Вірер · Карін Обергофер · Домінік Віндіш · Лукас Гофер |

## Змагання
Змагання розпочались о 18:30.
| Місце   | Стартовий номер | Країна                                                                                   | Час                                       | Стрільба (P+S)                           | Відставання |
| ------- | --------------- | ---------------------------------------------------------------------------------------- | ----------------------------------------- | ---------------------------------------- | ----------- |
| 1       | 2               | Норвегія · Тура Бергер · Тіріл Екгофф · Уле-Ейнар Б'єрндален · Еміль Хегле Свендсен      | 1:09:17.0 15:55.6 16:11.9 17:50.9 19:16.6 | 0+0 0+2 0+0 0+2 0+0 0+0                  | —           |
| 2       | 1               | Чехія · Вероніка Віткова · Габріела Соукалова · Ярослав Соукуп · Ондрей Моравець         | 1:09:49.6 16:01.9 16:05.5 18:33.1 19:08.1 | 0+4 0+3 0+0 0+1 0+3 0+0 0+1 0+1 0+0 0+1  | +32.6       |
| 3       | 4               | Італія · Доротея Вірер · Карін Обергофер · Домінік Віндіш · Лукас Гофер                  | 1:10:15.2 15:57.9 16:28.0 18:46.6 19:02.7 | 0+1 0+5 0+0 0+1 0+0 0+1 0+1 0+3 0+0 0+0  | +58.2       |
| DSQ (4) | 6               | Росія · Ольга Зайцева · Ольга Вілухіна · Євген Гаранич · Антон Шипулін                   | 1:11:04.4 16:35.7 16:39.3 19:08.2 18:41.2 | 0+2 1+6 0+1 0+2 0+1 0+1 0+0 1+3 0+0 0+0  | +1:47.4     |
| 5       | 12              | Словаччина · Яна Герекова · Анастасія Кузьміна · Павол Гурайт · Матей Казар              | 1:11:04.7 16:33.1 16:33.3 18:49.3 19:09.0 | 0+5 0+5 0+3 0+2 0+2 0+0 0+0 0+2 0+0 0+1  | +1:47.7     |
| 6       | 5               | Франція · Марі Дорен-Абер · Анаїс Бескон · Жан-Гійом Беатрікс · Мартен Фуркад            | 1:12:04.3 16:18.4 17:11.9 18:37.8 19:56.2 | 1+3 0+5 0+0 0+2 1+3 0+1 0+0 0+1          | +2:47.3     |
| 7       | 3               | Україна · Наталія Бурдига · Марія Панфілова · Андрій Дериземля · Сергій Семенов          | 1:12:05.2 16:06.4 17:07.3 19:23.0 19:28.5 | 0+2 1+6 0+0 0+1 0+1 0+1 0+0 1+3 0+1 0+1  | +2:48.2     |
| 8       | 11              | США · Сьюзен Данкль · Ганна Дрейсігекер · Тім Берк · Ловелл Бейлі                        | 1:12:20.1 16:02.5 17:55.5 19:02.9 19:19.2 | 1+8 0+5 0+2 0+1 1+3 0+1 0+3 0+1 0+0 0+3  | +3:03.1     |
| 9       | 9               | Австрія · Ліза Тереза Гаузер · Катаріна Іннерхофер · Даніель Мезотіч · Фрідріх Пінтер    | 1:12:34.8 17:39.7 16:46.3 18:38.2 19:30.6 | 0+0 1+7 0+0 1+3 0+0 0+2 0+0 0+1          | +3:17.8     |
| 10      | 8               | Білорусь · Людмила Калинчик · Анастасія Дуборезова · Володимир Чепелін · Євген Абраменко | 1:13:11.8 16:29.6 17:45.2 19:27.9 19:29.1 | 0+5 0+4 0+0 0+0 0+3 0+2 0+2 0+2 0+0 0+0  | +3:54.8     |
| 11      | 10              | Канада · Меган Імрі · Росанна Кроуфорд · Брендан Грін · Скотт Перрасі                    | 1:13:27.7 17:49.8 16:46.6 19:00.0 19:51.3 | 0+0 0+8 0+0 0+2 0+0 0+1 0+0 0+2 0+0 0+3  | +4:10.7     |
| 12      | 13              | Швейцарія · Еліза Гаспаріні · Селіна Гаспарен · Беньямін Веґер · Симон Галленбартер      | 1:13:33.9 17:27.7 16:44.3 19:12.4 20:09.5 | 0+4 0+5 0+2 0+2 0+1 0+1 0+2 0+1 0+0 0+1  | +4:16.9     |
| 13      | 14              | Польща · Христина Палка · Магдалена Гвіздон · Лукаш Щурек · Кшиштоф Пливачік             | 1:13:36.0 16:09.9 16:45.8 20:28.9 20.11.4 | 0+2 0+4 0+0 0+1 0+1 0+1 0+1 0+0 0+0 0+2  | +4:19.0     |
| 14      | 15              | Казахстан · Олена Хрустальова · Дар'я Усанова · Сергій Наумік · Антон Пантів             | 1:15:46.4 16:56.5 17:30.3 20:08.5 21:11.1 | 0+2 0+4 0+0 0+0 0+1 0+0 0+1 0+2 0+0 0+2  | +6:29.4     |
| 15      | 16              | Естонія · Кадрі Легтла · Дар'я Юрлова · Каурі Кийв · Данило Степченко                    | LAP 17:09.6 18:58.8 19:24.8 LAP           | 4+10 1+7 0+3 0+1 1+3 0+1 0+1 0+2 3+3 1+3 |             |
| DSQ     | 7               | Німеччина · Еві Захенбахер-Штеле · Лаура Дальмаєр · Даніель Бем · Сімон Шемпп            | 1:10:58.3 16:27.6 16:39.0 18:38.7 19:13.0 | 0+3 0+6 0+2 0+2 0+0 0+1 0+1 0+3 0+0 0+0  | +1:41.3     |